# Thomas Koppe
Thomas Koppe (* 11. Dezember 1958 in Frankfurt (Oder)) ist ein deutscher Zellbiologe, Anatom und Hochschullehrer an der Ernst-Moritz-Arndt-Universität in Greifswald.

## Leben
Als Sohn des KFZ-Einsatzleiters (Angabe 1990) im Volkseigenen Betrieb „Verkehrs- und Tiefbaukombinat Frankfurt (Oder)“, Günter Koppe, wuchs Thomas Koppe gemeinsam mit zwei Brüdern in Frankfurt auf, ihre Mutter starb bereits 1973. Er besuchte dort von 1965 bis 1973 zunächst die Allgemeinbildende Polytechnische Oberschule und anschließend bis zu seinem Abitur im Jahr 1977 die Erweiterte Oberschule „Karl Liebknecht“. Es folgte ein dreijähriger Wehrdienst bei der Nationalen Volksarmee. Im November 1985 nahm Thomas Koppe dann ein Studium der Stomatologie an der Universität Greifswald auf, das er 1985 mit dem Staatsexamen und der Zulassung als Zahnarzt abschloss. Im selben Jahr legte er der Universität Greifswald die gemeinschaftlich mit Bettina Kraft und Kai-Uwe Schumacher erstellte Arbeit Zur Biomorphose des maxillo-mandibulären Apparats beim Miniaturschwein Mini-Lewe zur Anerkennung als Promotion A vor. Die Dissertation wurde mit dem Preis der Universität ausgezeichnet. Im darauffolgenden September nahm Koppe dann eine Weiterbildung zum Fachzahnarzt für Anatomie auf, an dem unter Leitung des Vaters von Kai-Uwe Schumacher, Professor Gert-Horst Schumacher stehenden Institut für Anatomie der damaligen Wilhelm-Pieck-Universität Rostock (der heutigen Universität Rostock), welche er 1990 beendete. Während dieses Zeitraums legte er im Februar 1990 der Universität Rostock die wiederum in Gemeinschaft mit Kai-Uwe Schumacher ausgearbeitete Habilitationsschrift Vergleichend-anatomische Untersuchungen zur funktionellen Morphologie der Nasennebenhöhlen des Menschen und der Pongiden. Eine quantitative Studie auf der Grundlage der Computertomographie vor, die am 19. Dezember 1990 durch den Senat des Wissenschaftlichen Rates angenommen wurde. Zugleich wurde ihm seitens der Universität Rostock die Facultas Docendi verliehen.
Von 1985 bis 1992 war Koppe als Wissenschaftlicher Assistent am Institut für Anatomie der Universität Rostock tätig, von dort wechselte er als Assistant Professor an die Department of Anatomy Okayama University School of Dentistry in Japan, ehe er 1998 die Stelle des Oberassistenten am Institut für Anatomie der Ernst-Moritz-Arndt-Universität Greifswald antrat. Als planmäßiger Professor umfasst sein Arbeits- und Forschungsgebiet die funktionelle Morphologie des Kauapparates der Säugetiere und der Nasennebenhöhlen der Primaten.
Thomas Koppe ist Mitglied mehrerer Fach- und Standesgesellschaften: Anatomische Gesellschaft (seit 1990), Gesellschaft für Anthropologie (1991), International Society of Vertebrate Morphology (1994), Japanese Primatological Society, Anthropological Society of Japan und American Association of Physical Anthropology (alle 1996), sowie der Dental Anthropological Association (1997).

## Schriften
- mit Bettina Kraft und Kai-Uwe Schumacher: Zur Biomorphose des maxillo-mandibulären Apparats beim Miniaturschwein Mini-Lewe. Dissertation (Promotion A), Universität Greifswald 1985.
- mit Kai-Uwe Schumacher: Vergleichend-anatomische Untersuchungen zur funktionellen Morphologie der Nasennebenhöhlen des Menschen und der Pongiden. Eine quantitative Studie auf der Grundlage der Computertomographie. Habilitation (doctor scientiae medicinae), Universität Rostock 1990.

sowie zahlreiche Aufsätze in Fachpublikationen.